# Карабаев, Сабир
Сабир Карабаев (1909 — до 1985) — советский узбекский хозяйственный и государственный деятель.

## Биография
Родился в 1909 году. Член КПСС.
С 1929 года — на хозяйственной, общественной и политической работе. В 1929—1971 гг. — организатор сельскохозяйственного производства Узбекской ССР. Первый секретарь Сталинского райкома КП(б) Узбекистана Андижанской области.
Участник Великой Отечественной войны, парторг 2-го стрелкового батальона 254-го гв. сп 56-й гв. сд Западного фронта.
Первый секретарь Наманганского райкома КП(б) Узбекистана. Первый секретарь Нарынского райкома КП Узбекистана. Первый секретарь Янги-Курганского райкома КП Узбекистана.
Депутат Верховного Совета Узбекской ССР 5-го, 6-го, 7-го созывов (1959—1970).
Умер до 1985 года.